# 셀 애니메이션

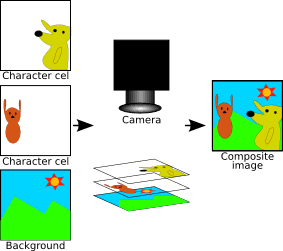
이 그림은 두 개의 투명 셀이 어떻게 그림들을 합성하는지를 보여준다.

셀 애니메이션(영어: cel animation)은 애니메이션을 만드는 제작 기법으로 셀룰로이드라는 투명한 플라스틱 및 필름 위에 수작업으로 채색하여, 배경 위에 놓고 촬영할 수 있는 편집을 말한다.

## 같이 보기
- 컴퓨터 생성 이미지